# لیگ دسته سوم فوتبال عربستان سعودی
لیگ دسته سوم فوتبال عربستان سعودی سطح چهارم لیگ حرفه‌ای فوتبال عربستان سعودی است. ۴۰ تیم در ۴ گروه ۱۰ تیمی در این لیگ بازی می‌کنند.